# Humlegården
Humlegården (en suédois « jardin du houblon » ) est un grand parc public situé dans le quartier d'Östermalm, à Stockholm.

## Description
Le parc borde Karlavägen au nord, Sturegatan à l'est, Humlegårdsgatan au sud et Engelbrektsgatan à l'ouest. Depuis 1878, le parc abrite la bibliothèque royale, qui est la bibliothèque nationale de Suède.
Humlegården se trouve à deux pas de Stureplan et est l'un des plus anciens parcs de Stockholm. Le parc est une oasis de verdure où il y a de la place pour jouer, se promener, pique-niquer ou se détendre.
Au centre du parc se trouve une place circulaire avec une statue de Carl von Linné. La statue est entourée d'une plante vivace. Trois allées de tilleul mènent vers la statue depuis les rues environnantes.
La bibliothèque royale de Suède y est située.
Humlegården était à l'origine le verger du roi, créé par le roi Jean III. 
Le mot humle, signifie houblon, l'une des principales plantes de ce jardin.

## Sculptures
- Carl von Linné, Fritjof Kjellberg, 1885
- Carl Wilhelm Scheele, John Börjeson, 1892
- Farfadern, Per Hasselberg, 1896
- Anders Fryxell, Walter Runeberg, 1910
- Peter Wieselgren, Gustav Malmquist, 1910
- Fredrika Bremer, Sigrid Fridman, 1927
- Tuffsen, Egon Möller Nielsen, 1949
- Isobartema, Martin Holmgren, 1970
- Cordillera de Los Andes, Francisco Gazitúa, 2000

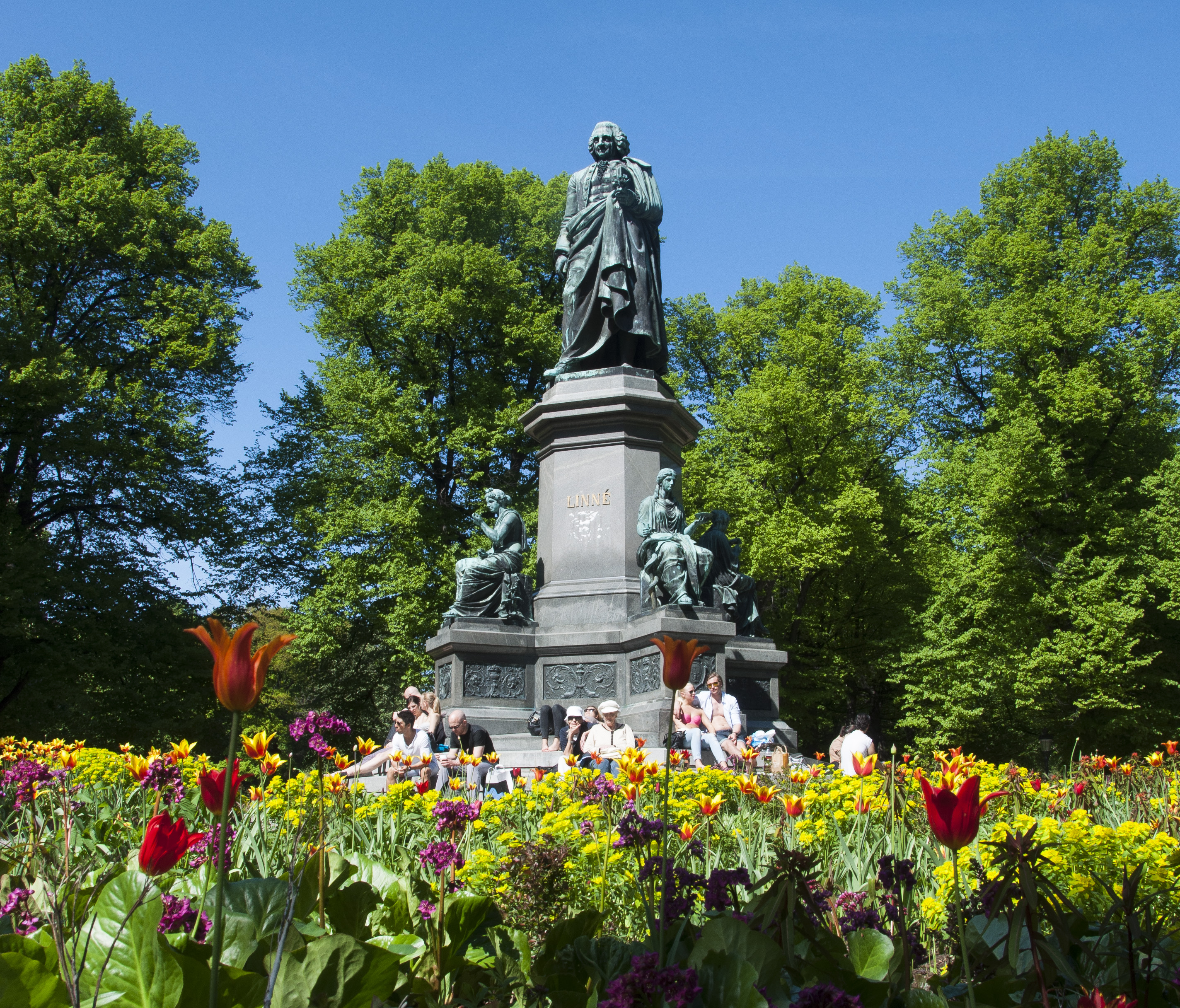
Linnémonumentet
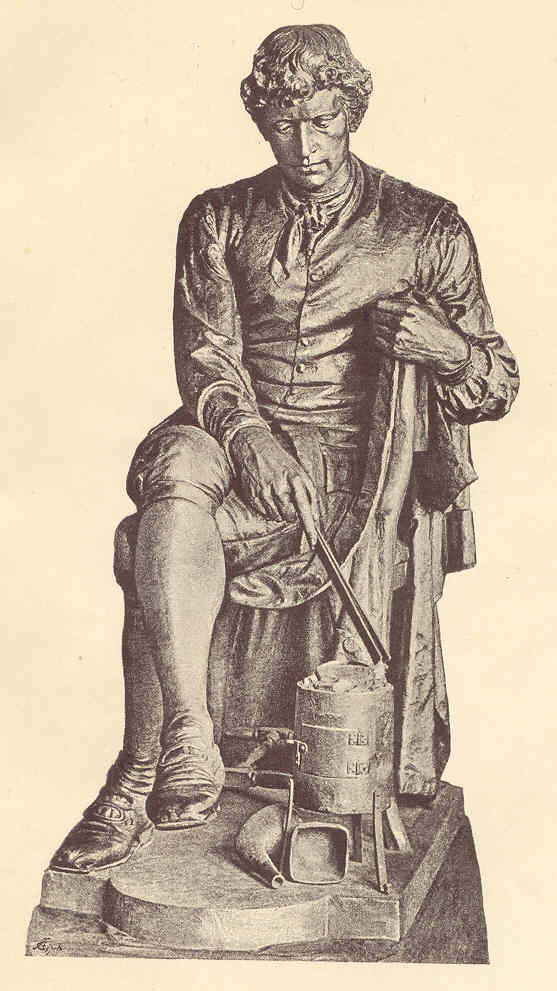
Carl Wilhelm Scheele
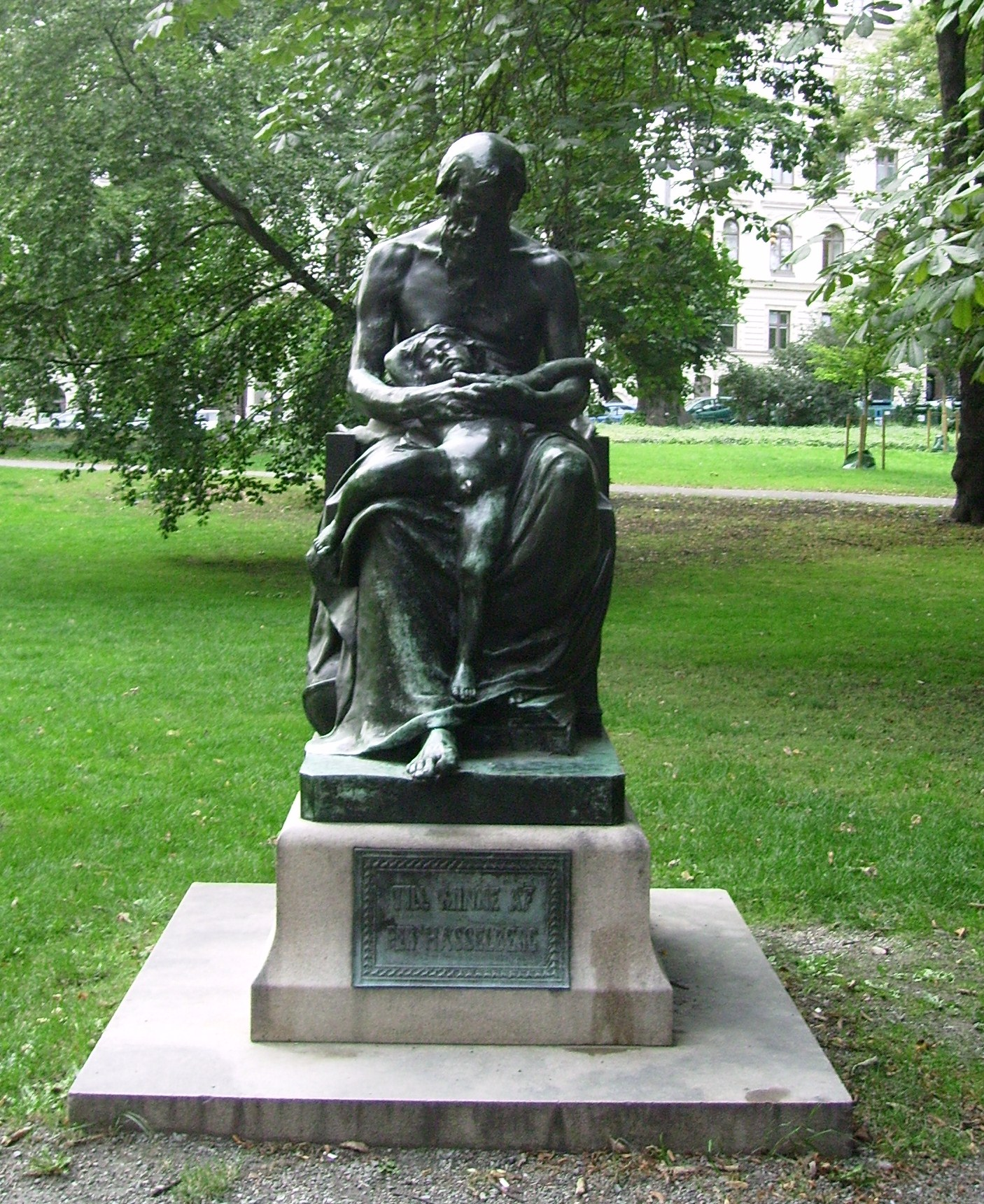
Farfadern
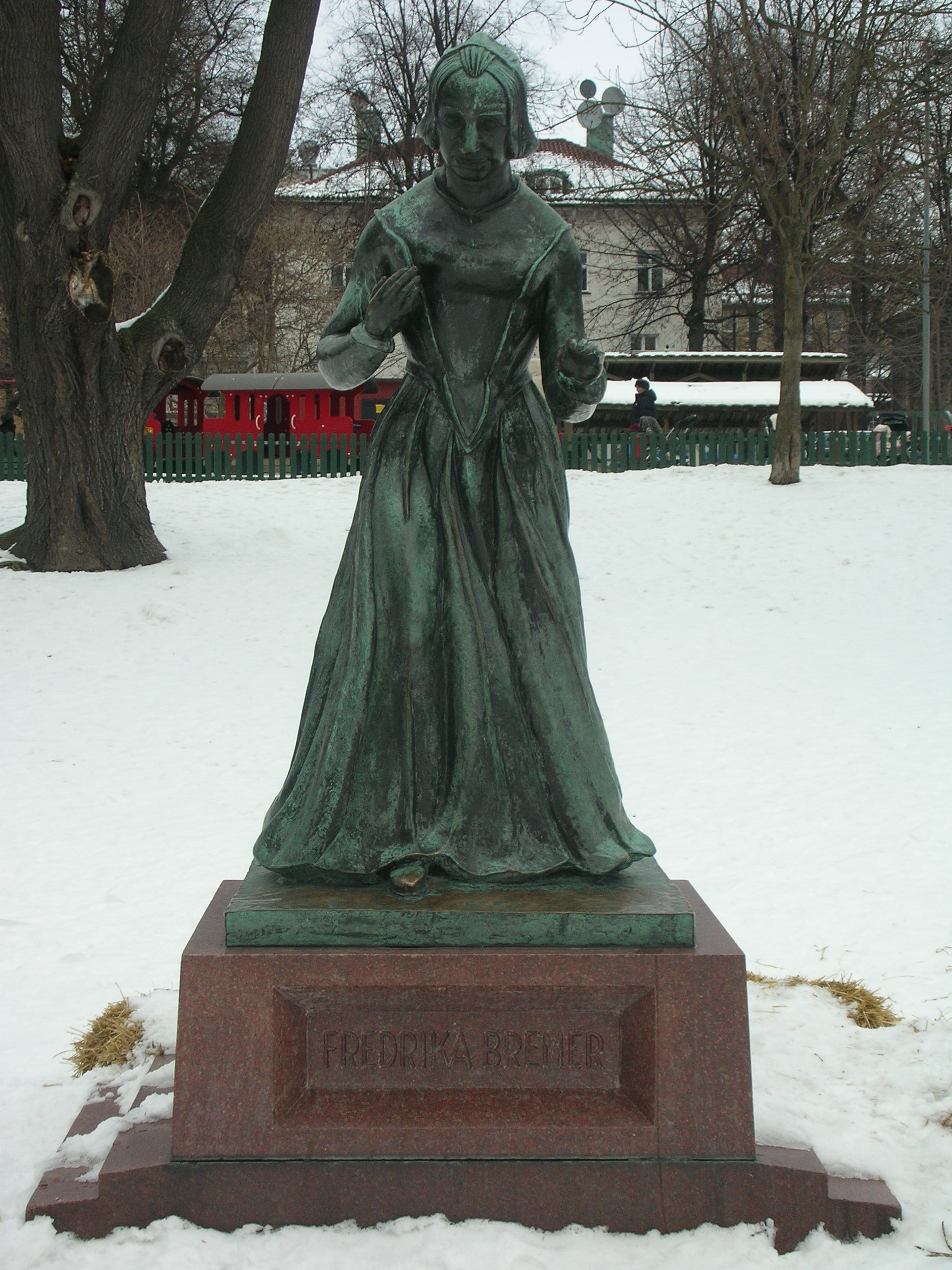
Fredrika Bremer
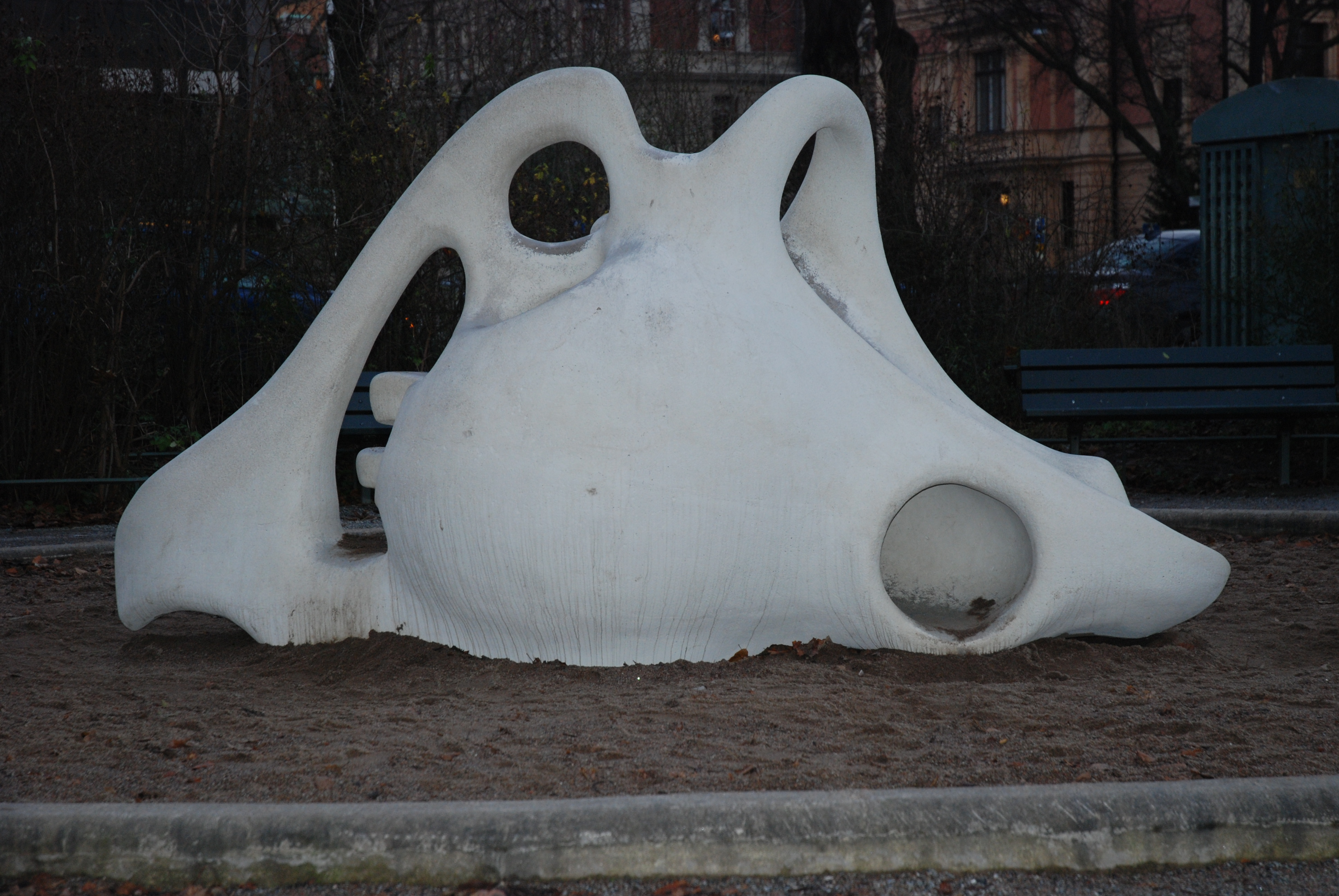
Tuffsen

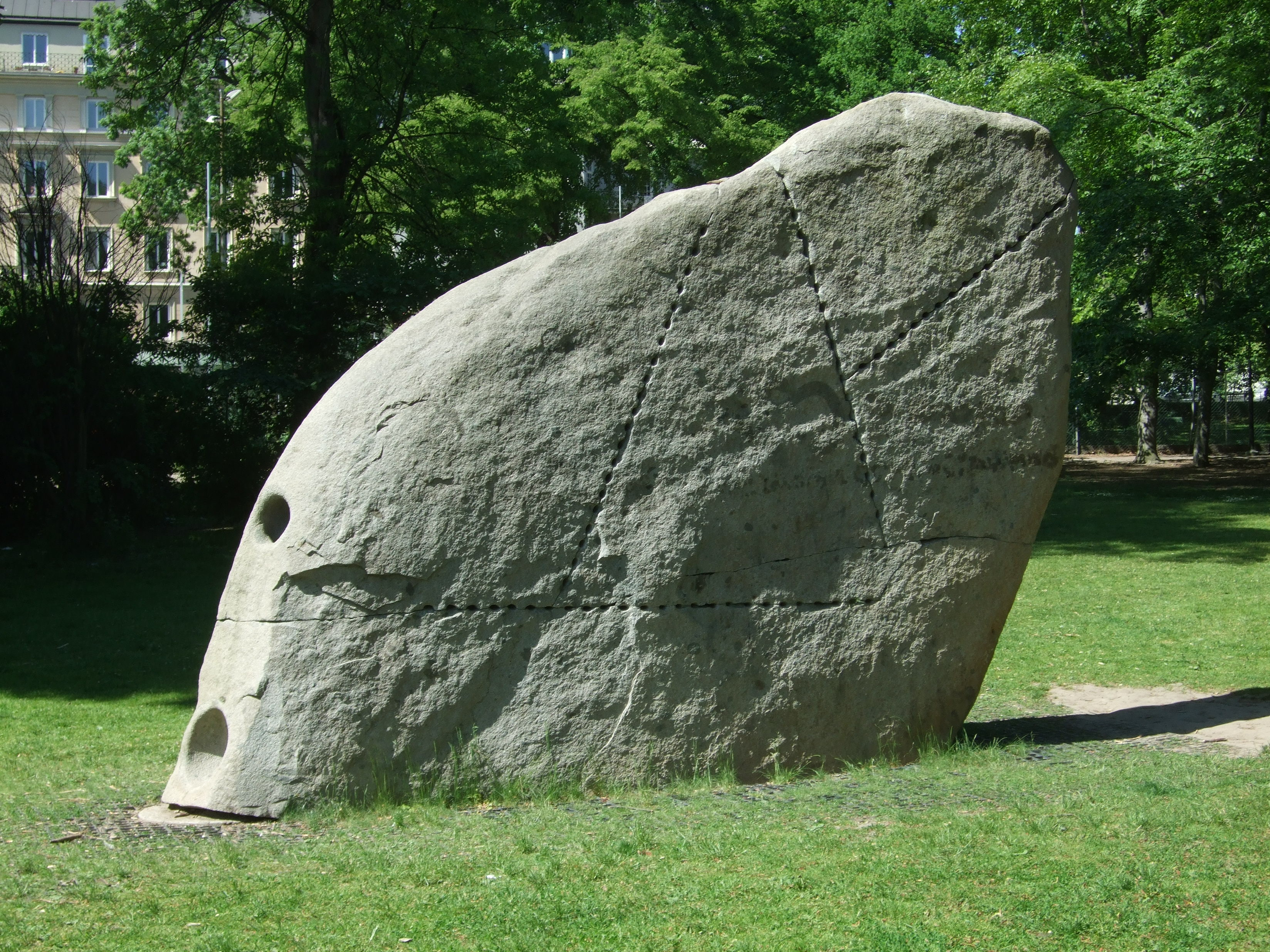
Cordillera de Los Andes
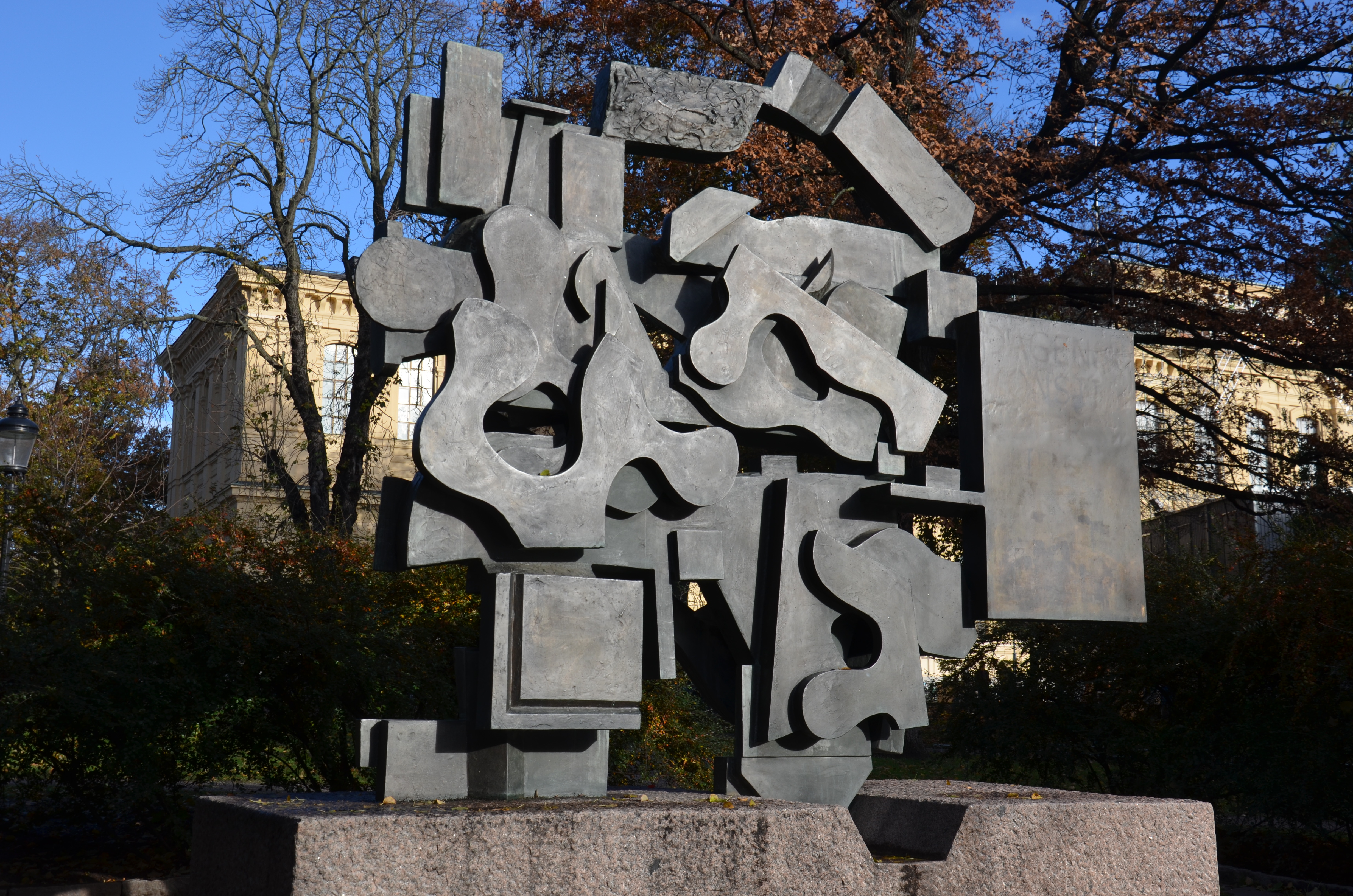
Isobartema
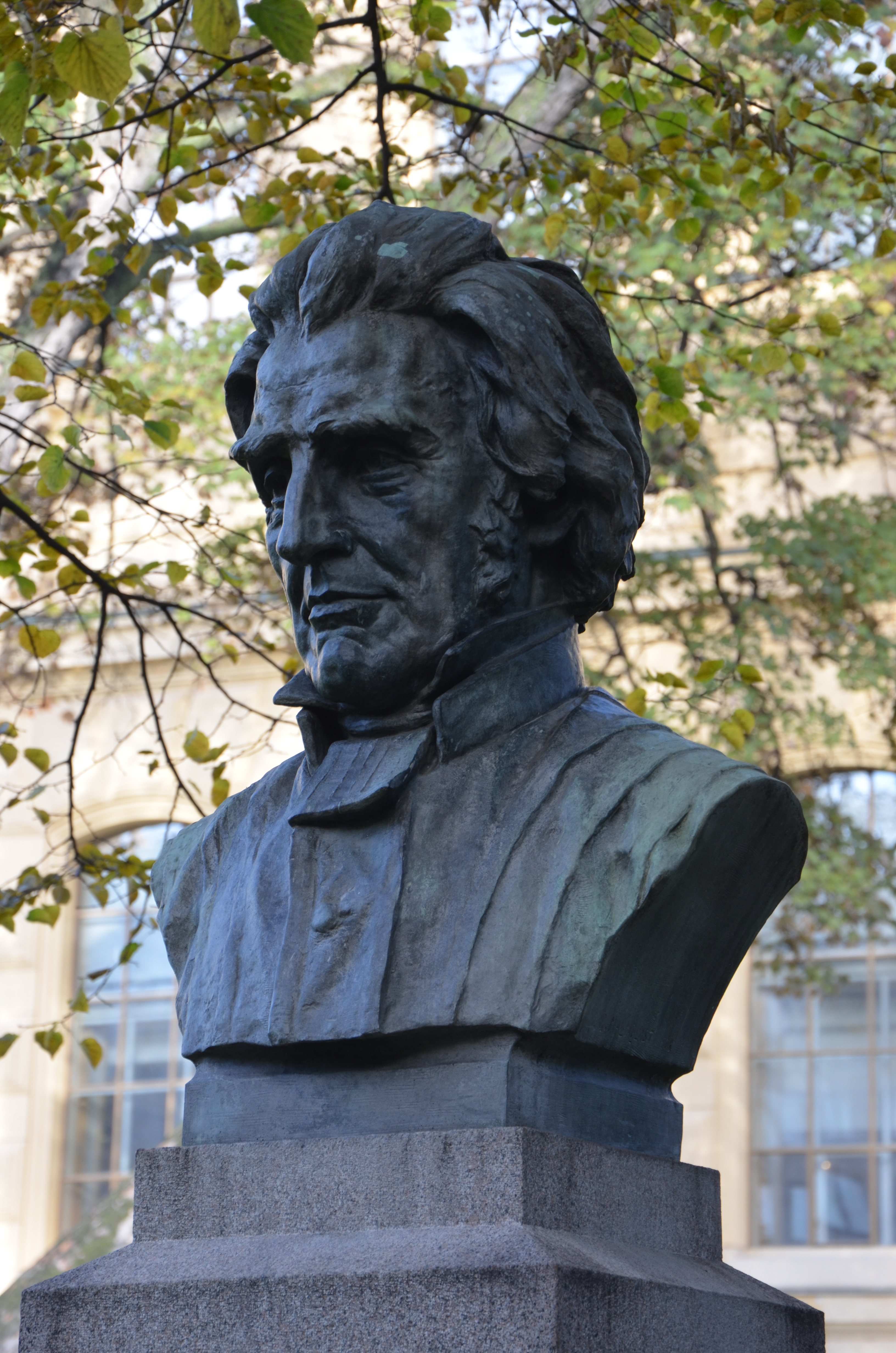
Peter Wieselgren
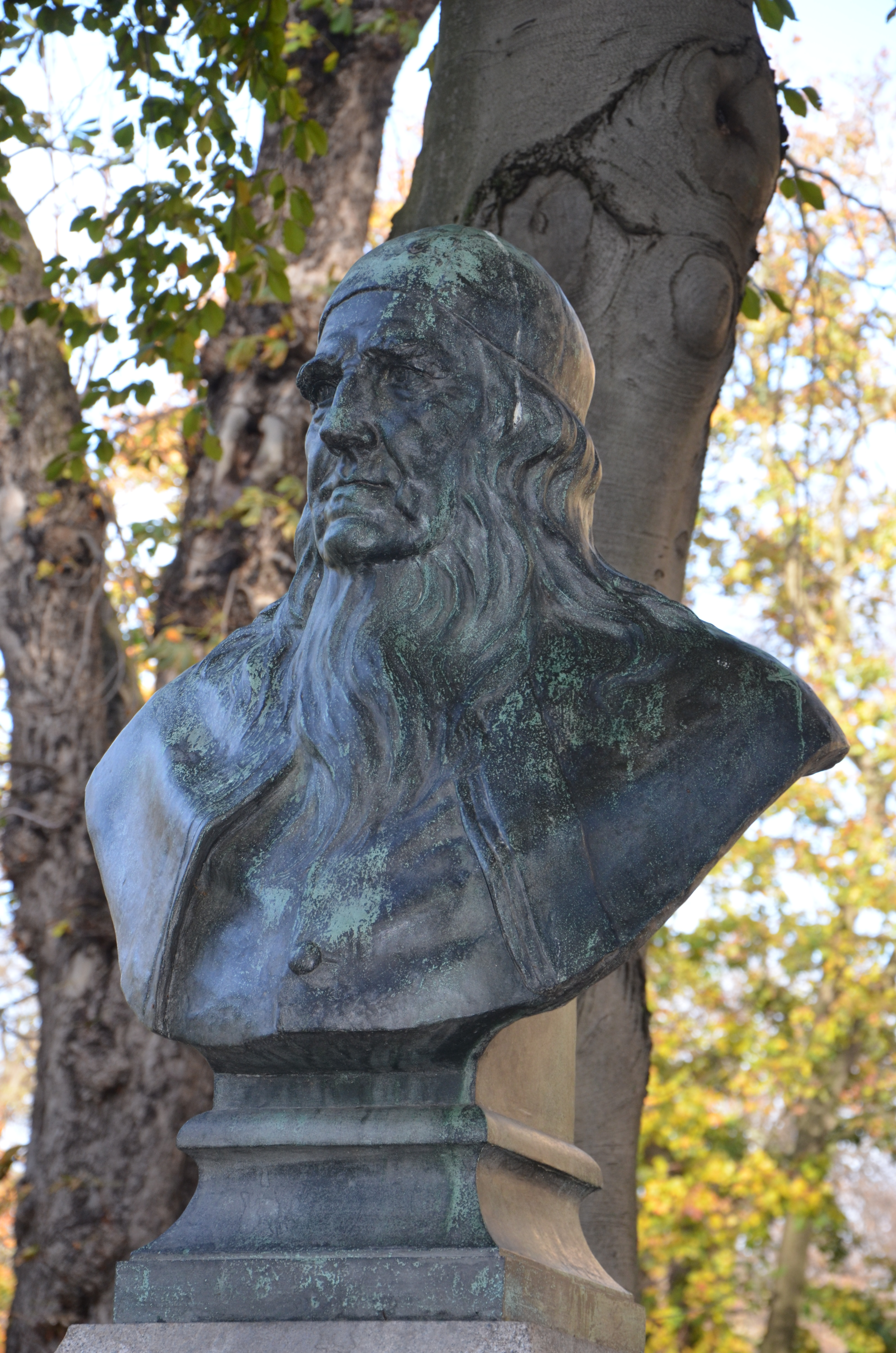
Anders Fryxell
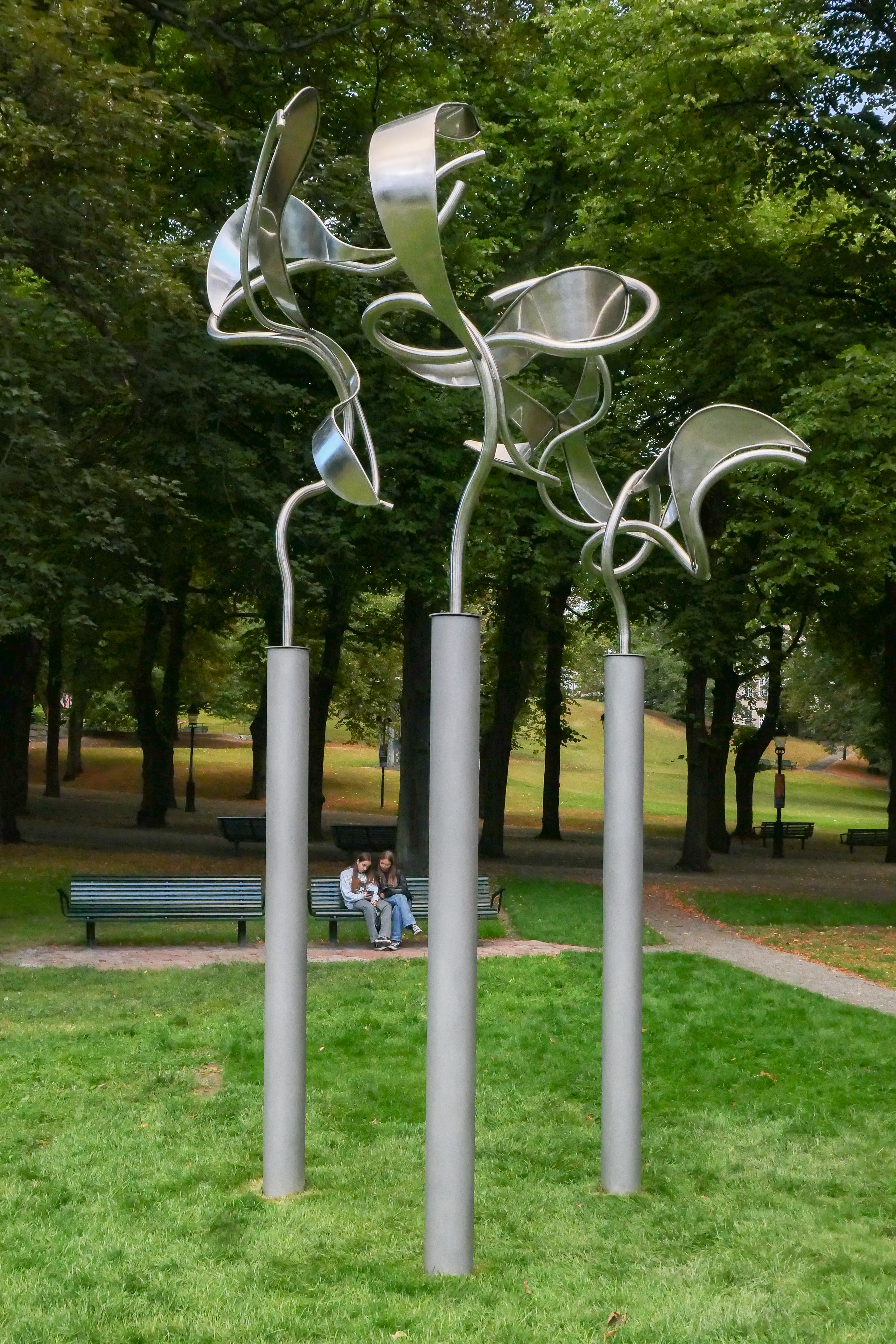
Standing Waves

## Le parc

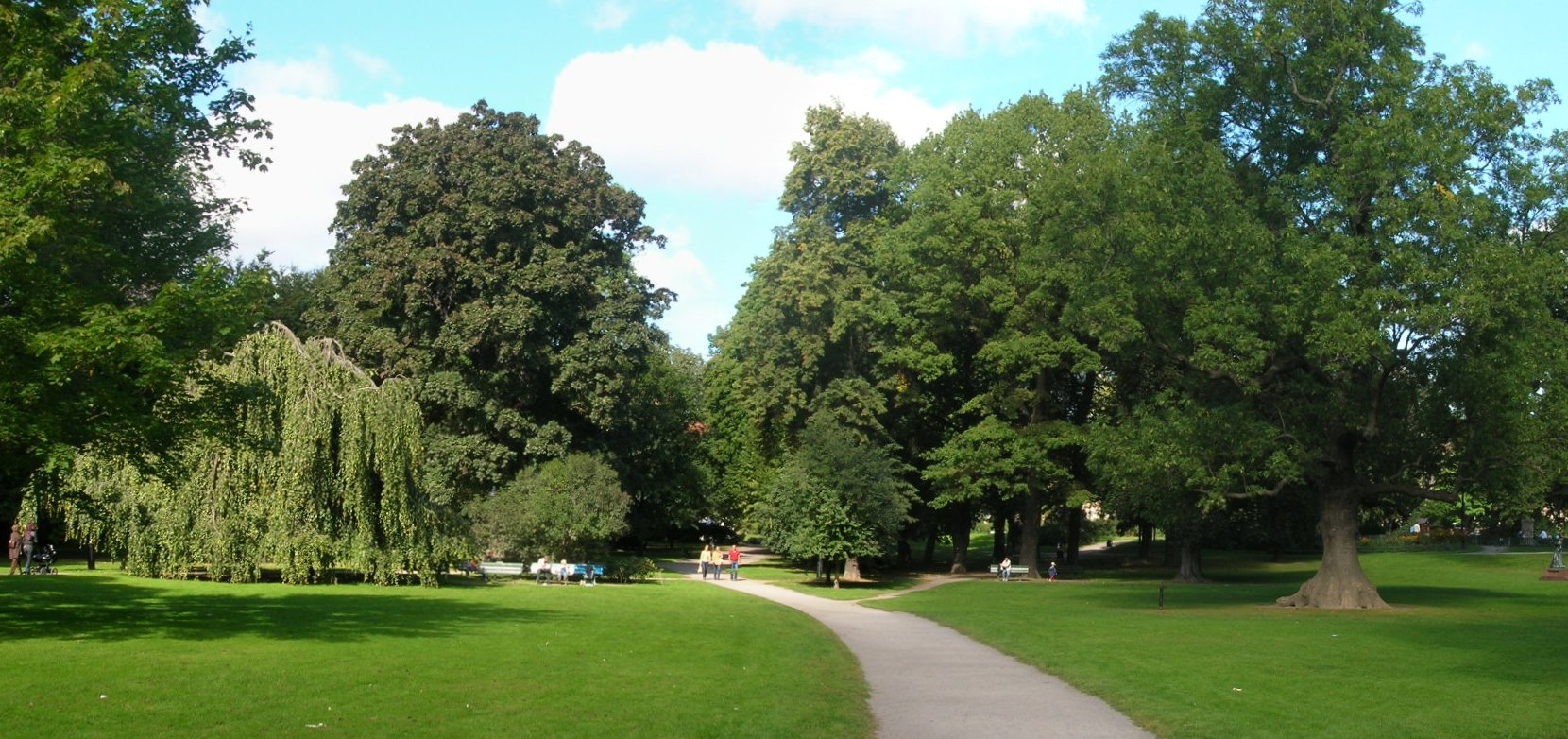
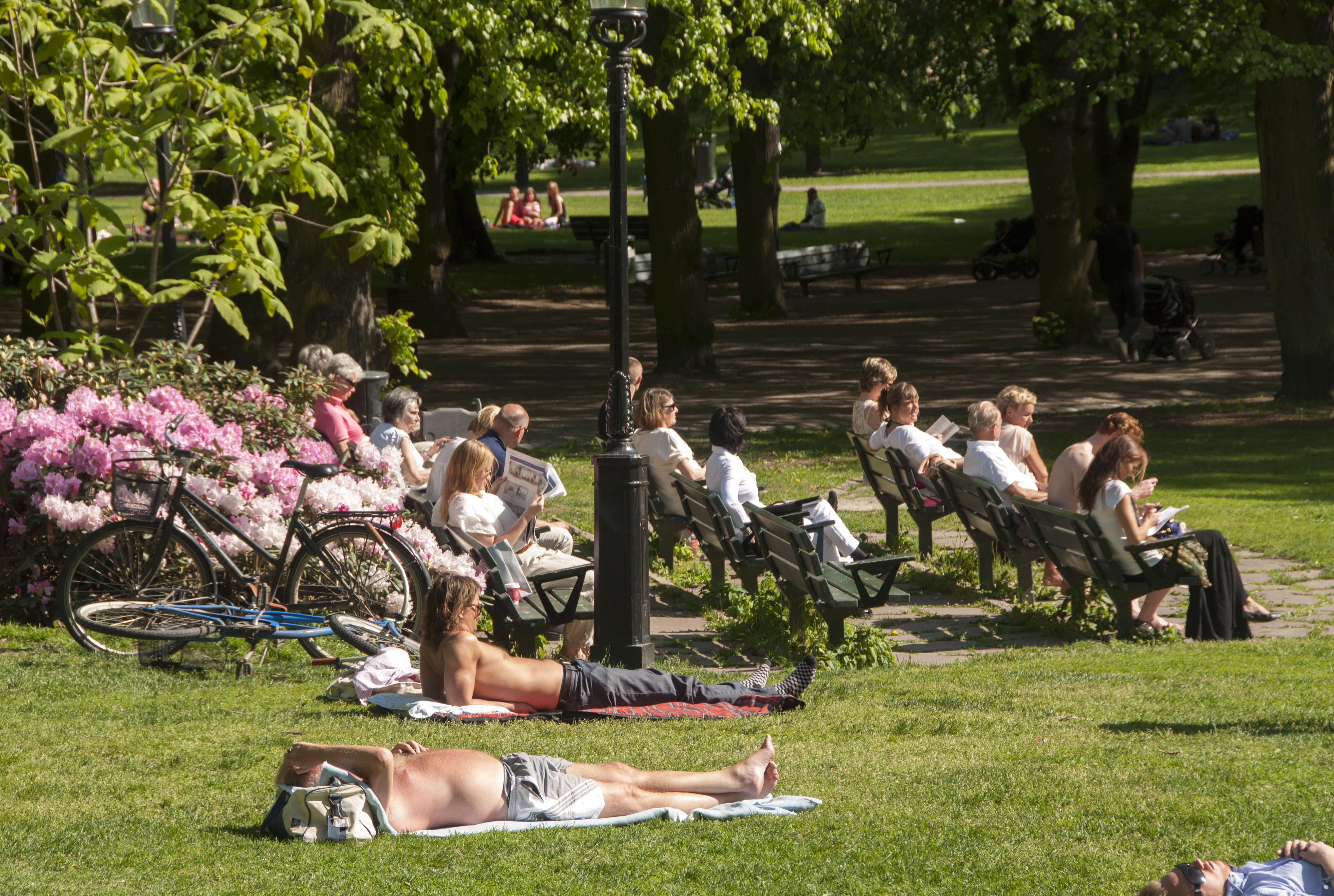
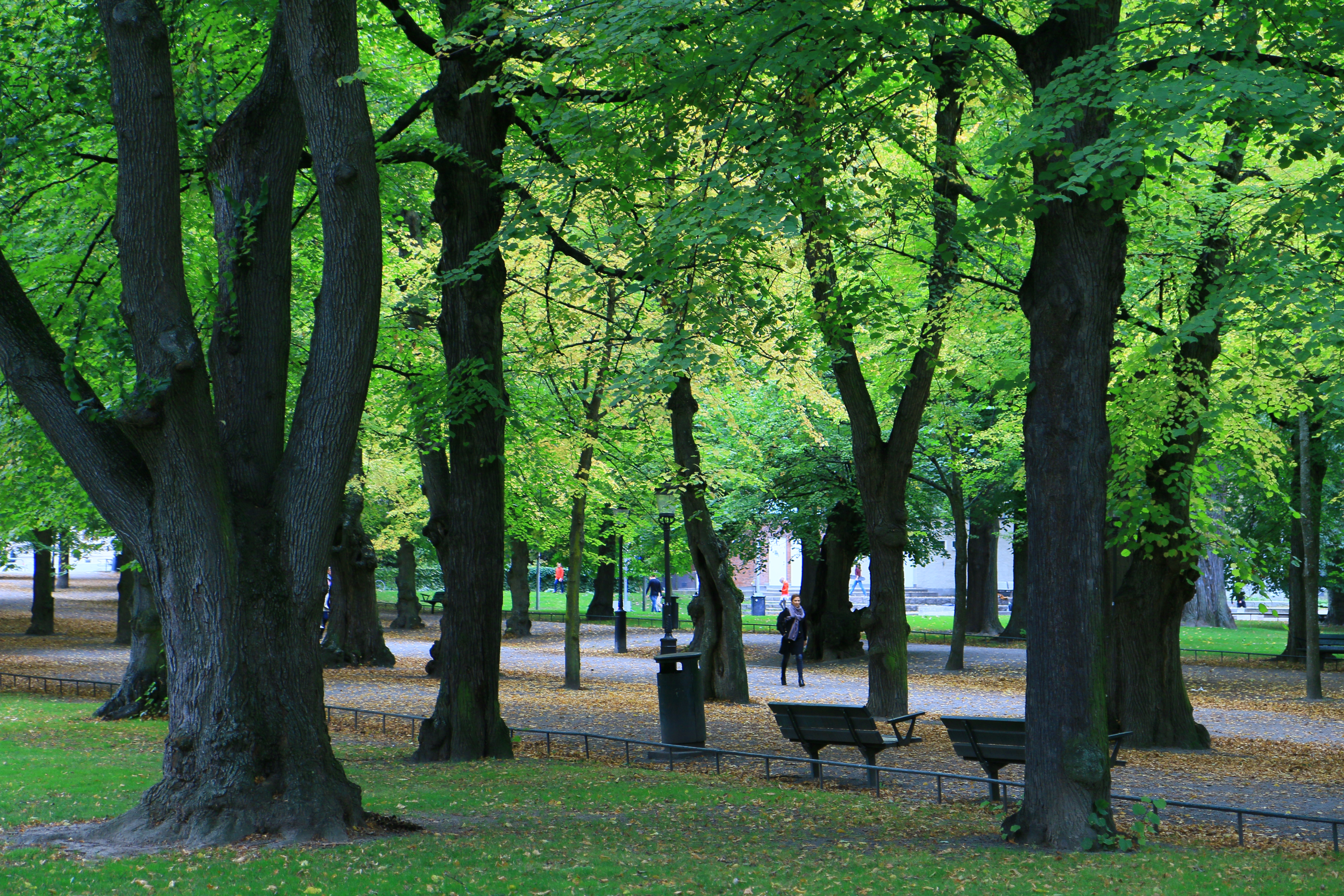
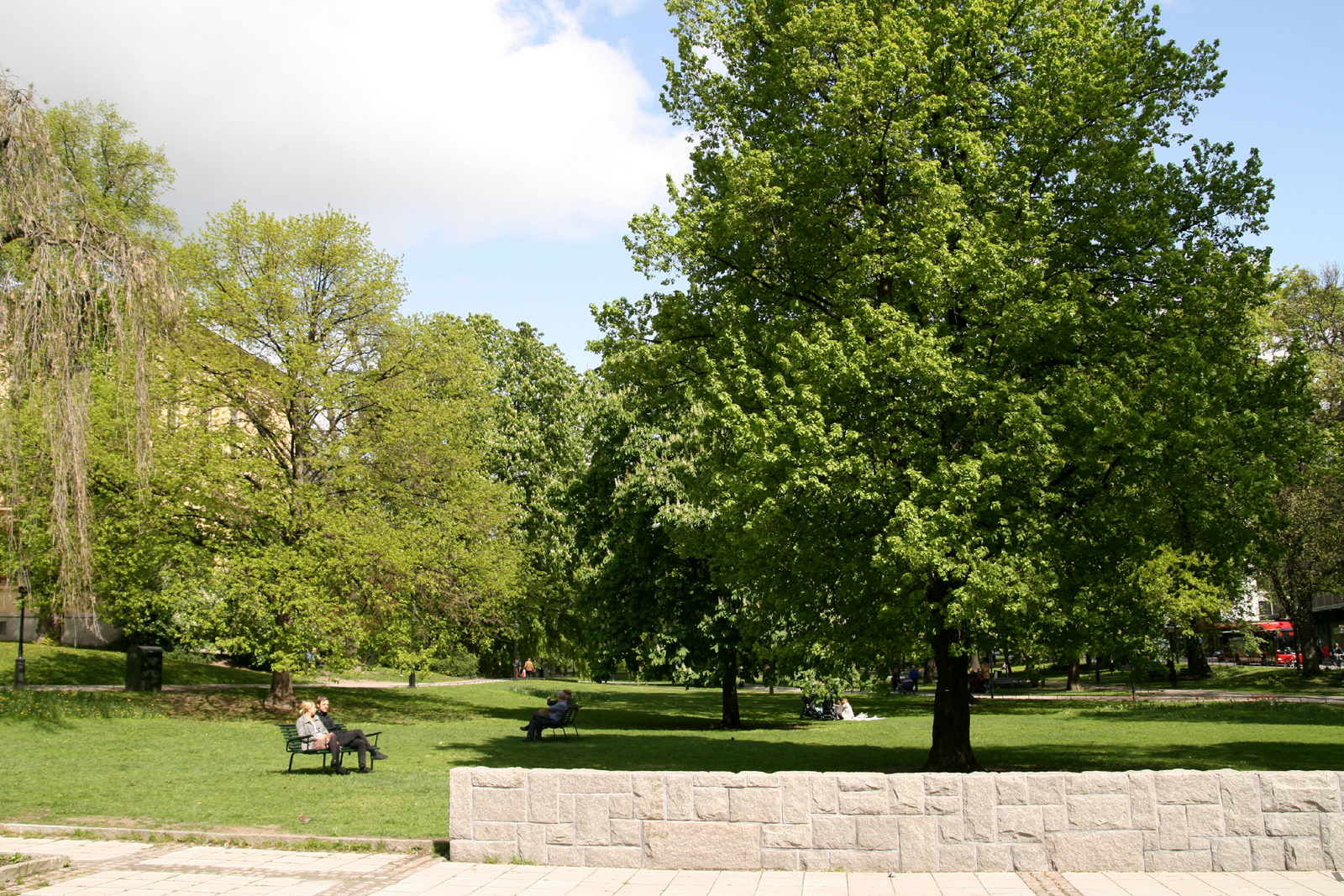